# 2A villamos (Budapest)
A budapesti 2A jelzésű villamos a Március 15. tér és a Közvágóhíd között közlekedett a Dunával párhuzamosan a Pesti felső rakparton, kizárólag hétköznap.

## Története
1973. december 14-én indult a 2-es villamos meghosszabbítása után a Jászai Mari tér és a Boráros tér között. A villamosok végállomásaként külön vágány szolgált a Boráros téren, fejvégállomással. A betétjárat hétköznapokon, a reggeli csúcsidőben 5:23 és 9:15 között közlekedett. A járat 2013. február 22-én megszűnt.
2015. július 6-ától augusztus 2-áig a Széchenyi lánchíd alatti villamosalagút javítása alatt újra járt a 2A villamos, de csak a Március 15. tér és a Közvágóhíd között.
2015. október 10-től 16-ig a Széchenyi lánchíd alatti villamosalagút helyreállítási munkálatai miatt újra közlekedett.

## Útvonala
| Közvágóhíd felé | Március 15. tér felé                                                                                               |
| --- | --- |
| Március 15. tér vá. – Belgrád rakpart – Fővám tér – Közraktár utca – Boráros tér – Soroksári út – Közvágóhíd H vá. | Közvágóhíd H vá. – Soroksári út – Boráros tér – Közraktár utca – Fővám tér – Belgrád rakpart – Március 15. tér vá. |

## Megállóhelyei
Az átszállási kapcsolatok között az azonos útvonalon közlekedő 2-es villamos nincsen feltüntetve.
1973–2013
| 2A (Jászai Mari tér ◄► Boráros tér)                    | 2A (Jászai Mari tér ◄► Boráros tér)                  | 2A (Jászai Mari tér ◄► Boráros tér)                  | 2A (Jászai Mari tér ◄► Boráros tér)                  | 2A (Jászai Mari tér ◄► Boráros tér)                  | 2A (Jászai Mari tér ◄► Boráros tér)                               | 2A (Jászai Mari tér ◄► Boráros tér)                                                               | 2A (Jászai Mari tér ◄► Boráros tér)                  |
| 2A (Jászai Mari tér ◄► Boráros tér H ► Közvágóhíd H)   | 2A (Jászai Mari tér ◄► Boráros tér H ► Közvágóhíd H) | 2A (Jászai Mari tér ◄► Boráros tér H ► Közvágóhíd H) | 2A (Jászai Mari tér ◄► Boráros tér H ► Közvágóhíd H) | 2A (Jászai Mari tér ◄► Boráros tér H ► Közvágóhíd H) | 2A (Jászai Mari tér ◄► Boráros tér H ► Közvágóhíd H)              | 2A (Jászai Mari tér ◄► Boráros tér H ► Közvágóhíd H)                                              | 2A (Jászai Mari tér ◄► Boráros tér H ► Közvágóhíd H) |
| Perc (↓)                                               | Perc (↓)                                             | Megállóhely                                          | Perc (↑)                                             | Perc (↑)                                             | Átszállási kapcsolatok                                            | Átszállási kapcsolatok                                                                            |                                                      |
| Perc (↓)                                               | Perc (↓)                                             | Megállóhely                                          | Perc (↑)                                             | Perc (↑)                                             | a járat indulásakor (1973)                                        | a járat megszűnésekor (2013)                                                                      |                                                      |
| ------------------------------------------------------ | ---------------------------------------------------- | ---------------------------------------------------- | ---------------------------------------------------- | ---------------------------------------------------- | ----------------------------------------------------------------- | ------------------------------------------------------------------------------------------------- | ---------------------------------------------------- |
| 0                                                      | 0                                                    | Jászai Mari tér végállomás                           | 14                                                   | 14                                                   | 4, 6, 15, 15A 76 6, 12, 12A, 26, 91, 91Y, 106 B, R                | 4, 6 75, 76 26, 91, 109, 191, 206, 234, 291                                                       |                                                      |
| 2                                                      | 2                                                    | Szalay utca                                          | 13                                                   | 13                                                   |                                                                   |                                                                                                   |                                                      |
| 3                                                      | 3                                                    | Kossuth Lajos tér M                                  | 11                                                   | 11                                                   | 70, 78                                                            | 70, 78 15, 115                                                                                    |                                                      |
| 5                                                      | 5                                                    | Széchenyi István tér (korábban: Roosevelt tér)       | 10                                                   | 10                                                   | 2, 4, 16, 104                                                     | 16, 105                                                                                           |                                                      |
| ∫                                                      | 6                                                    | Eötvös tér                                           | ∫                                                    | 8                                                    | Nem érintette                                                     | 16, 105                                                                                           |                                                      |
| 7                                                      | 7                                                    | Vigadó tér                                           | 7                                                    | 7                                                    | 9 B                                                               | Vörösmarty tér:                                                                                   |                                                      |
| 9                                                      | 9                                                    | Március 15. tér (korábban: Irányi utca)              | 5                                                    | 5                                                    | 2, 5, 7A, 7C, 8, 15, 89, 89A, 105, 108                            | Március 15. tér: 8, 15, 112, 115 Ferenciek tere: 5, 7, 7E, 8, 112, 115, 173, 173E, 178, 233E, 239 |                                                      |
| 10                                                     | 10                                                   | Fővám tér (korábban: Dimitrov tér)                   | 3                                                    | 3                                                    | 47, 49 1, 15                                                      | 47, 49 83 15, 115                                                                                 |                                                      |
| 12                                                     | 12                                                   | Zsil utca                                            | 1                                                    | 1                                                    |                                                                   |                                                                                                   |                                                      |
| 14                                                     | 14                                                   | Boráros tér H végállomás                             | 0                                                    | 0                                                    | Csepeli HÉV 4, 6 12, 12A, 15, 23, 54, 54Y, 112A, 123, 154, 154E B | 4, 6 15, 23, 23E, 54, 55, 115, 212                                                                |                                                      |
| Egyes menetek 2A jelzéssel a Közvágóhídig közlekedtek. |                                                      |                                                      |                                                      |                                                      |                                                                   |                                                                                                   |                                                      |
| ∫                                                      | 16                                                   | Haller utca                                          | ∫                                                    | ∫                                                    | Nem érintette                                                     | 24 23, 54, 55                                                                                     |                                                      |
| ∫                                                      | 18                                                   | Millenniumi Kulturális Központ                       | ∫                                                    | ∫                                                    | Nem érintette                                                     | 24 23, 54, 55                                                                                     |                                                      |
| ∫                                                      | 20                                                   | Közvágóhíd H végállomás                              | ∫                                                    | ∫                                                    | Nem érintette                                                     | 1, 24 23, 23E, 54, 55, 179                                                                        |                                                      |

2015
| 0  | Március 15. tér végállomás     | 11 | Március 15. tér: 8, 15, 110, 112, 115, 239 Ferenciek tere: 5, 7, 8, 15, 107, 110, 112, 115, 133, 178, 233, 239 |
| 1  | Fővám tér M                    | 10 | 47, 49 83 15, 115                                                                                              |
| 3  | Zsil utca                      | 8  | 83 15, 115 |
| 5  | Boráros tér H                  | 6  | 4, 6 15, 23, 23E, 54, 55, 115, 212                                                                             |
| 7  | Haller utca / Soroksári út     | 4  | 24 23, 54, 55                                                                                                  |
| 9  | Millenniumi Kulturális Központ | 2  | 24 23, 54, 55                                                                                                  |
| 11 | Közvágóhíd H végállomás        | 0  | 1, 24 23, 23E, 54, 55, 179                                                                                     |